# Crocidosema plebejana
Crocidosema plebejana là một loài bướm đêm thuộc họ Tortricidae. Loài này có ở châu Âu but also in the Australasia ecozone.
Sải cánh dài 12–16 mm. Con trưởng thành bay từ tháng 7 đến tháng 10.
Ấu trùng chủ yếu ăn Althaea officinalis và Malva species. The caterpillars have been found on các loài thực vật khác however và is even considered a pest for Cotton.

## Hình ảnh

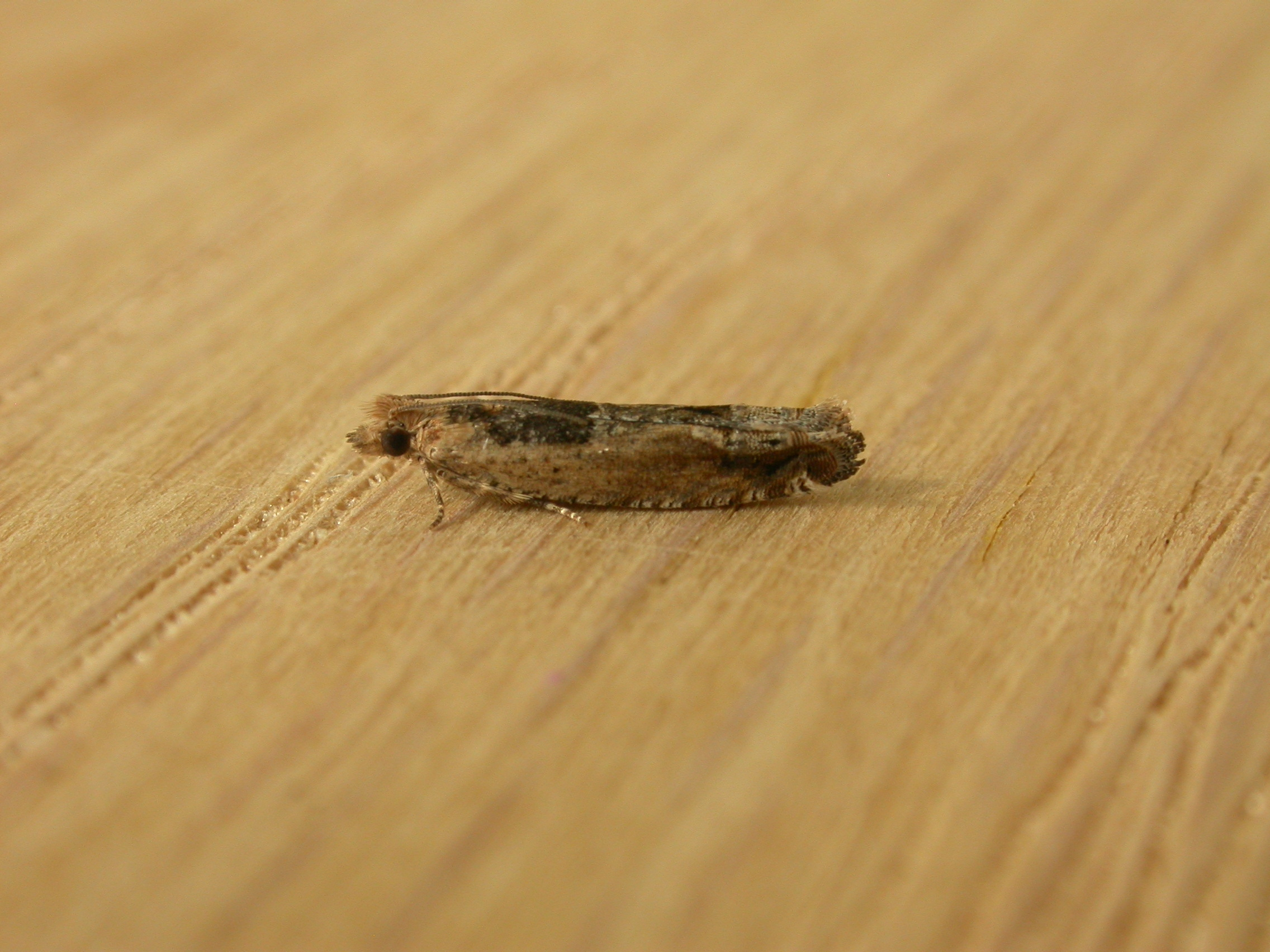
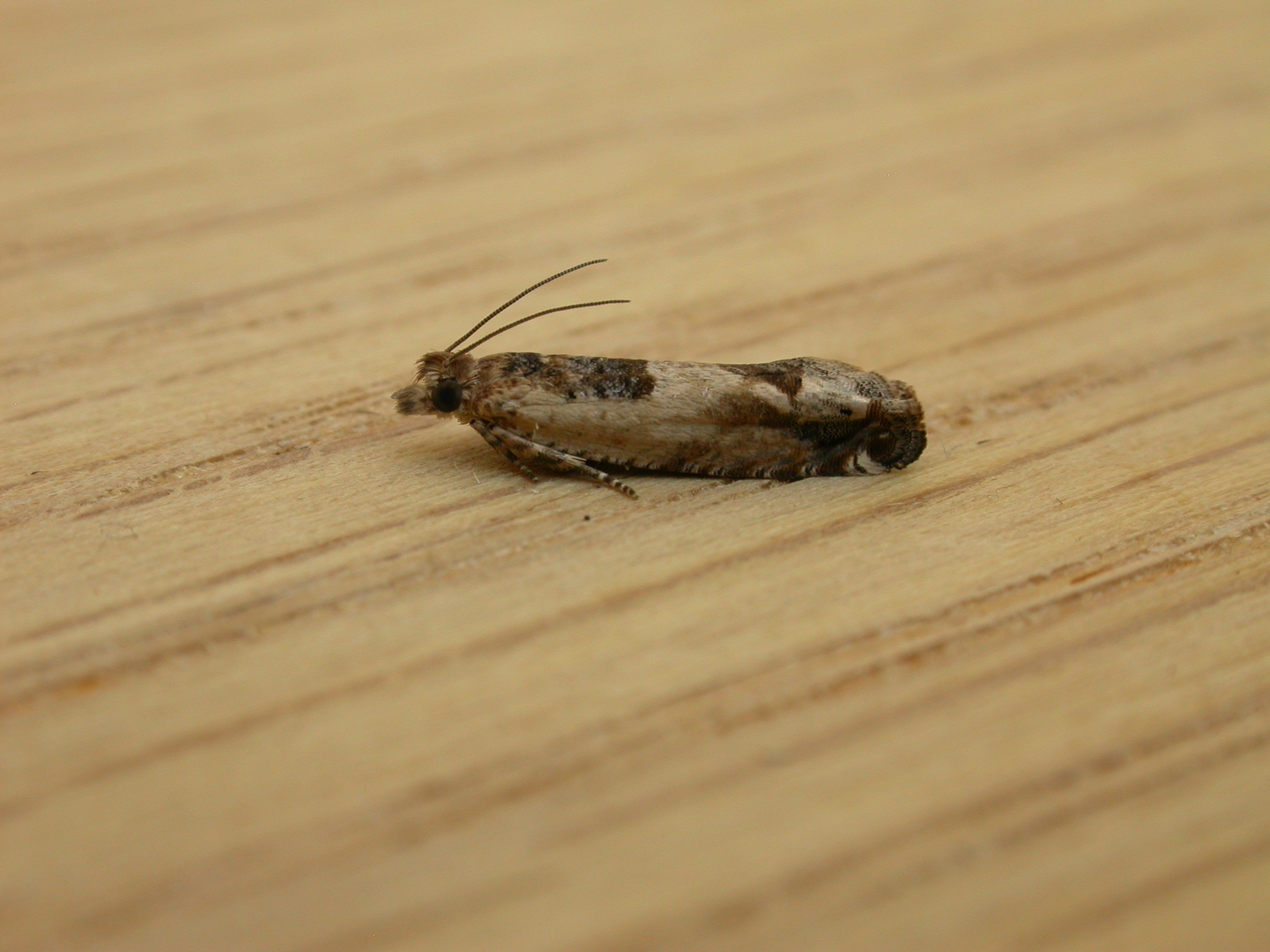
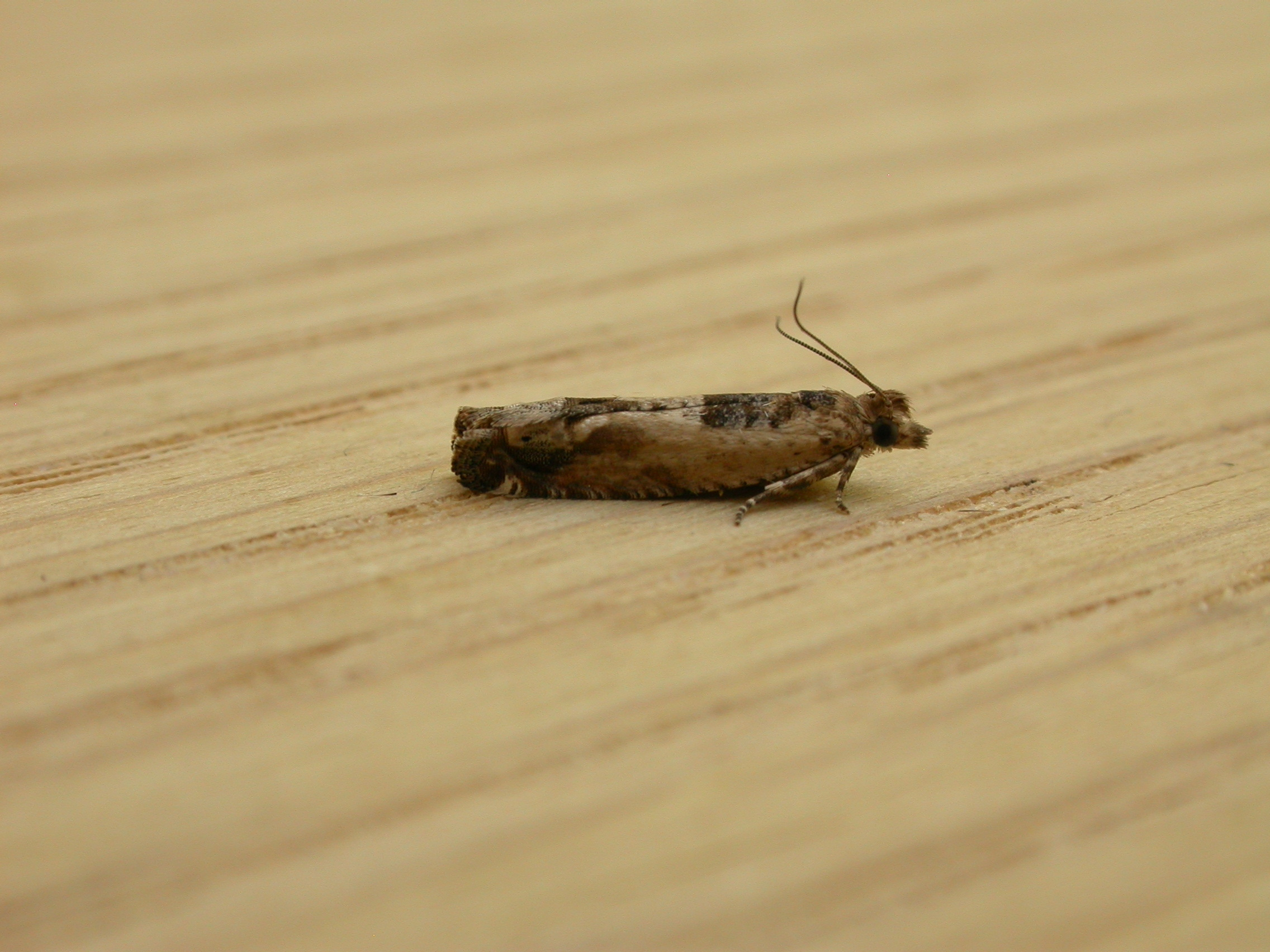
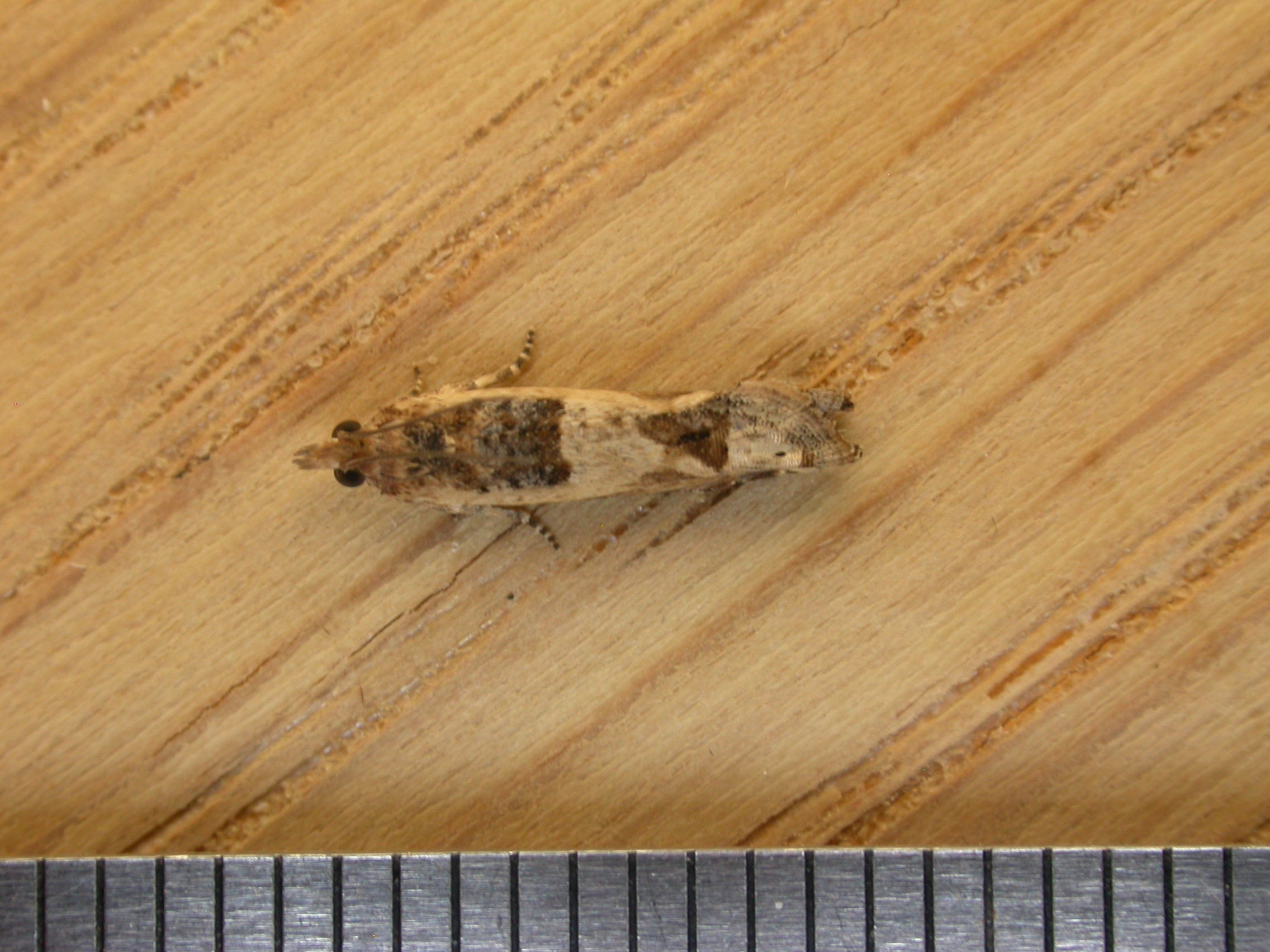